# Associazione Sportiva Bari 1954-1955
Questa voce raccoglie le informazioni riguardanti l'Associazione Sportiva Bari nelle competizioni ufficiali della stagione 1954-1955.

## Stagione
Dopo il successo in IV Serie della stagione precedente, la società biancorossa, con al timone sempre l'avvocato Tarsia Incuria, conferma come allenatore Capocasale.
Nel mercato estivo lascia definitivamente i galletti Vinicio Sabbatini, dopo 132 presenze totalizzate in cinque stagioni con il Bari (inframezzate da un anno al Pisa); vengono acquistati ancora diversi calciatori del Torino, grazie ai buoni rapporti del direttore sportivo Del Rosso con la dirigenza granata, e alcuni elementi con esperienze nelle serie superiori, fra cui la punta Adriano Zecca e il mediano Gianni Seghedoni.
Il Bari si accinge quindi a disputare il secondo campionato di Serie C della sua storia, che prevede, come nelle stagioni precedenti (per effetto del lodo Barassi) promosse in Serie B le prime due classificate nel girone unico e retrocesse in IV Serie le ultime quattro.
I galletti aprono il campionato in casa, a reti inviolate contro il Fanfulla, inaugurando così un buon girone d'andata che li vede battuti nella 9ª giornata, per 0-1 a Siracusa (la prima sconfitta della stagione) e nel doppio confronto esterno rispettivamente 1-0 contro il Livorno nell'ultima gara d'andata (la 17ª) e 3-2 con il Fanfulla nella prima di ritorno. La formazione pugliese ha raccolto, fino a questo momento 22 punti, per effetto di 7 vittorie e 8 pareggi.
Nel girone di ritorno continua il rendimento positivo. In 31ª giornata (14ª di ritorno) i galletti perdono 2-0 a Venezia, ma per effetto della vittoria del Livorno sul Catanzaro (2-0) e della Carbosarda sulla Cremonese (2-1 per i minerari), Bari e Livorno ottengono la matematica promozione in serie cadetta; la formazione biancorossa torna in B dopo quattro anni.
Battuto nell'ultima gara di campionato (valida per la 34ª giornata) il Livorno per 2-0, i biancorossi raggiungono i labronici in testa alla classifica, a 45 punti.
Il Bari ha ottenuto una corrispondenza quasi perfetta dei punti totalizzati nei due gironi, 22 in quello d'andata e 23 in quello di ritorno. In quest'ultimo, a fronte di un solo pareggio i baresi hanno perso e vinto più incontri. La loro è stata inoltre la miglior difesa, con 21 goal subìti. Il triestino Luigi Bretti, oltre a essere bomber della squadra pugliese è, con 16 marcature, capocannoniere del campionato assieme al cremonese Guerrino Rossi.

## Divise
Le divise per la stagione '54-'55 sono state le seguenti:
| Prima divisa | Seconda divisa |

## Organigramma societario[4]
Area direttiva
- Presidente: Avv. Achille Tarsia Incuria

Area tecnica
- Direttore Sportivo: Lello Del Rosso
- Allenatore: Francesco Capocasale
- Secondo allenatore: ?
- Accompagnatore: comm. Angelo Albanese

Area sanitaria
- Medico sociale: dott. Domenico Ambruosi / dott. Giovanni Mele per un periodo del 1955
- Medico: Tuccino Accettura

## Rosa
| N. |                   | Ruolo | Calciatore         |
| -- | ----------------- | ----- | ------------------ |
|    | Italia (bandiera) | P     | Emilio Buttarelli  |
|    | Italia (bandiera) | P     | Giuseppe Tagini    |
|    | Italia (bandiera) | D     | Paolo Marcora      |
|    | Italia (bandiera) | D     | Luigi Marzoli      |
|    | Italia (bandiera) | C     | Eros Baccalini     |
|    | Italia (bandiera) | C     | Elio Grani         |
|    | Italia (bandiera) | C     | Lando Macchi       |
|    | Italia (bandiera) | C     | Tommaso Maestrelli |
|    | Italia (bandiera) | C     | Mario Mazzoni      |
|    | Italia (bandiera) | C     | Galdino Pinaroli   |
|    | Italia (bandiera) | C     | Gianni Seghedoni   |

| N. |                   | Ruolo | Calciatore          |
| -- | ----------------- | ----- | ------------------- |
|    | Italia (bandiera) | C     | Tacchi              |
|    | Italia (bandiera) | C     | Sauro Tomà          |
|    | Italia (bandiera) | A     | Luigi Bretti        |
|    | Italia (bandiera) | A     | Antonio Cancellieri |
|    | Italia (bandiera) | A     | Livio Filiput       |
|    | Italia (bandiera) | A     | Bruno Franceschina  |
|    | Italia (bandiera) | A     | Raffaele Gamberini  |
|    | Italia (bandiera) | A     | Angelo Maccagni     |
|    | Italia (bandiera) | A     | Sergio Pedrazzoli   |
|    | Italia (bandiera) | A     | Felice Zanotti      |
|    | Italia (bandiera) | A     | Adriano Zecca       |

## Calciomercato

### Sessione estiva
| Acquisti | Acquisti           | Acquisti          | Acquisti   |
| R.       | Nome               | da                | Modalità   |
| -------- | ------------------ | ----------------- | ---------- |
| P        | Giuseppe Tagini    | Torino            | definitivo |
| D        | Paolo Marcora      | Torino            | definitivo |
| C        | Eros Baccalini     | Lucchese          | definitivo |
| C        | Galdino Pinaroli   | Torino            | definitivo |
| C        | Gianni Seghedoni   | Prato             | definitivo |
| C        | Tacchi             | Marzotto Valdagno | definitivo |
| C        | Felice Zanotti     | Lucchese          | definitivo |
| A        | Bruno Franceschina | Torino            | definitivo |
| A        | Sergio Pedrazzoli  | ?                 | ?          |
| A        | Adriano Zecca      | Verona            | ?          |

| Cessioni | Cessioni                | Cessioni | Cessioni   |
| R.       | Nome                    | da       | Modalità   |
| -------- | ----------------------- | -------- | ---------- |
| P        | Enzo Riccini            | -        | svincolato |
| D        | Guido Citarelli         | -        | svincolato |
| C        | Angelo Lo Vecchio Musti | Como     | definitivo |
| C        | Gabriele Moretti        | -        | svincolato |
| C        | Vinicio Sabbatini       | Como     | definitivo |
| A        | Gaetano Gaeta           | Crotone  | ?          |
| A        | Alessandro Lorenzetto   | -        | svincolato |
| A        | Aldo Santoni            | Como     | definitivo |

## Statistiche

### Statistiche di squadra
| Competizione | Punti | In casa | In casa | In casa | In casa | In casa | In casa | In trasferta | In trasferta | In trasferta | In trasferta | In trasferta | In trasferta | Totale | Totale | Totale | Totale | Totale | Totale | DR  |
| Competizione | Punti | G       | V       | N       | P       | Gf      | Gs      | G            | V            | N            | P            | Gf           | Gs           | G      | V      | N      | P      | Gf     | Gs     | DR  |
| ------------ | ----- | ------- | ------- | ------- | ------- | ------- | ------- | ------------ | ------------ | ------------ | ------------ | ------------ | ------------ | ------ | ------ | ------ | ------ | ------ | ------ | --- |
| Serie C      | 45    | 17      | 13      | 2       | 2       | 26      | 8       | 17           | 5            | 7            | 5            | 14           | 13           | 34     | 18     | 9      | 7      | 40     | 21     | +19 |

### Statistiche dei giocatori
| Giocatore       | Divisione Nazionale | Divisione Nazionale |
| Giocatore       | Presenze            | Reti                |
| --------------- | ------------------- | ------------------- |
| E. Baccalini    | 26                  | 6                   |
| L. Bretti       | 34                  | 16                  |
| E. Buttarelli   | 26                  | -?                  |
| A. Cancellieri  | 12                  | 0                   |
| L. Filiput      | 17                  | 5                   |
| B. Franceschina | 11                  | 1                   |
| R. Gamberini    | 3                   | 0                   |
| E. Grani        | 31                  | 0                   |
| A. Maccagni     | 11                  | 1                   |
| L. Macchi       | 24                  | 1                   |
| T. Maestrelli   | 30                  | 0                   |
| P. Marcora      | 23                  | 0                   |
| L. Marzoli      | 10                  | 0                   |
| M. Mazzoni      | 33                  | 1                   |
| S. Pedrazzoli   | 6                   | 0                   |
| G. Pinaroli     | 0                   | -                   |
| G. Seghedoni    | 34                  | 1                   |
| Tacchi          | 0                   | -                   |
| G. Tagini       | 8                   | -?                  |
| S. Tomà         | 3                   | 0                   |
| F. Zanotti      | 6                   | 0                   |
| A. Zecca        | 23                  | 6                   |